# Chasmichthys
Chasmichthys  é um género de peixe da família Gobiidae e da ordem Perciformes.

## Espécies
- Chasmichthys dolichognathus (Hilgendorf, 1879)
- Chasmichthys gulosus (Sauvage, 1882)[2][3][4][5][6][7]